# Oh! Darling
«Oh! Darling» — песня группы The Beatles, включённая в альбом Abbey Road, автором которой является Пол Маккартни. Рабочее название песни — «Oh! Darling (I’ll Never Do You No Harm)».
Маккартни записывал основной вокал по утрам. Он вспоминал: «В течение недели я приходил на студию с утра пораньше, чтобы спеть песню самому, так как сначала мой голос звучал слишком чисто. Я хотел, чтобы она звучала так, как будто я исполнял её на сцене всю неделю». При этом он использовал лишь один дубль в день; по воспоминаниям Алана Парсонса, помощника звукорежиссёра, однажды Пол посетовал: «Лет пять назад я мог бы записать её в мгновение ока».
Неиспользованный фрагмент из «Oh! Darling» Маккартни впоследствии доработал, создав песню «Let Me Roll It», которая вышла на альбоме Band on the Run группы Wings, основанной Маккартни после распада The Beatles.

## Синглы
- Региональное подразделение Capitol по Центральной Америке выпустило песню в виде сингла с  "Maxwell's Silver Hammer" на обратной стороне.[5]
- Apple Records выпустила "Oh! Darling" в Японии с "Here Comes the Sun" на обороте в июне 1970 г.[6]
- Аналогичный сингл был выпущен Parlophone в Португалии.[7]

## Отзывы
В интервью, посвящённому выпуску пластинки, Джордж Харрисон описал «Oh! Darling» как «типичную для 50-60-х, из-за последовательности аккордов». В интервью 1980 года для журнала Playboy Джон Леннон сказал: «„Oh! Darling“ — одна из лучших песен Пола, из тех, которые он спел не особо хорошо. Я всегда знал, что мог бы спеть её лучше — ведь она больше в моём стиле, чем в его. Но он её написал, так что, ясное дело, он хотел петь её сам».